# Myskväll
Myskväll är en svensk kortfilm skriven och regisserad av Amanda Adolfsson. Filmen handlar om ett ungt par, deras relation till varandra och till sex.
Myskväll är producerad för stipendiet 1km Film Award som Adolfsson vann under Stockholms filmfestival 2006.
Filmen hade premiär under Stockholms filmfestival 2007 och har även visats på BUFF Filmfestival 2008. Internationell premiär i tävlan under Filmfestivalen i Berlin 2008.